# 第54軍 (德國國防軍)
第54軍（德语：LIV. Armekorps）是二战期间德国国防军的一个军，成立于1941年6月。1944年2月后，它升级为军司令部。它以以下名称运作：
- 它最初的名称为第54軍，活跃于1941年6月至1944年2月之间[1]

- 1944年2月2日更名为纳尔瓦军级支队（德语：Army Department Narwa）[2]
- 1944年9月25日再次更名为格拉瑟军级支队（德语：Army Department Grasser）[3]
- 1944年10月再次重新命名，成为克莱菲尔军级支队（德语：Army Department Kleffel）[4]
- 1944年11月10日，克莱菲尔军级支队的军官参谋部被解散，其人员组成了一个新的司令部，即第25集团军